# Hypoxis oblonga
Hypoxis oblonga là một loài thực vật có hoa trong họ Hypoxidaceae. Loài này được Nel mô tả khoa học đầu tiên năm 1914.